# Ercole Olgeni
Ercole Olgeni (Venecia, 11 de diciembre de 1883-Venecia, 14 de julio de 1947) fue un deportista italiano que compitió en remo.
Participó en dos Juegos Olímpicos de Verano en los años 1920 y 1924, obteniendo dos medallas, oro en Amberes 1920 y plata en París 1924. Ganó ocho medallas en el Campeonato Europeo de Remo entre los años 1905 y 1924.

## Palmarés internacional
| Juegos Olímpicos   | Juegos Olímpicos  | Juegos Olímpicos  | Juegos Olímpicos   |
| Año                | Lugar             | Medalla           | Prueba             |
| ------------------ | ----------------- | ----------------- | ------------------ |
| 1920               | Amberes (Bélgica) | Medalla de oro    | Dos con timonel    |
| 1924               | París (Francia)   | Medalla de plata  | Dos con timonel    |
| Campeonato Europeo |                   |                   |                    |
| Año                | Lugar             | Medalla           | Prueba             |
| 1905               | Gante (Bélgica)   | Medalla de plata  | Cuatro con timonel |
| 1906               | Pallanza (Italia) | Medalla de oro    | Dos con timonel    |
| 1908               | Lucerna (Suiza)   | Medalla de oro    | Cuatro con timonel |
| 1908               | Lucerna (Suiza)   | Medalla de plata  | Dos con timonel    |
| 1910               | Ostende (Bélgica) | Medalla de plata  | Doble scull        |
| 1910               | Ostende (Bélgica) | Medalla de plata  | Ocho con timonel   |
| 1911               | Como (Italia)     | Medalla de oro    | Dos con timonel    |
| 1924               | Lucerna (Suiza)   | Medalla de bronce | Dos con timonel    |